# Le Sultan du Maroc
 (février 2023).
Si vous disposez d'ouvrages ou d'articles de référence ou si vous connaissez des sites web de qualité traitant du thème abordé ici, merci de compléter l'article en donnant les références utiles à sa vérifiabilité et en les liant à la section « Notes et références ».
Moulay Abd-Er-Rahman, sultan du Maroc, sortant de son palais de Meknès, entouré de sa garde et de ses principaux officiers est une œuvre d'Eugène Delacroix, conservée au Musée des Augustins de Toulouse, exposée dans le Salon rouge dans lequel se trouvent des œuvres de la peinture française du XIXe siècle et du début du XXe siècle. Artiste majeur du Romantisme et de l'Orientalisme français, Delacroix peint cette œuvre en 1845.

## Description
Moulay Abd-Er-Rahman, sultan du Maroc, sortant de son palais de Meknès, entouré de sa garde et de ses principaux officiers est une peinture d'histoire de grand format réalisée à l'huile sur toile. Son format vertical évoque également le genre du portrait. L'œuvre relate un événement historique tout en offrant au spectateur une série de portraits.

### Composition
Placé en position de spectateur, le peintre représente le sultan du Maroc, septième souverain de la dynastie alaouite, commandeur des croyants et chef de l'État, dans toute sa majesté. Il est assis sur son cheval au centre de la composition dans un costume doré et blanc, entouré par ses fidèles avec à droite Mokhtar El Jamaï, son favori, Mohammed Ben Abou, ses esclaves et sa garde armée qui s'étend à perte de vue derrière l'empereur, symbolisant ainsi son pouvoir. Sa position centrale souligne son importance : il est le seul cavalier et c'est de lui qu'émane la lumière la plus éclatante, une lumière qui s'atténue à mesure que l'on s'écarte du centre. Placé au-dessus de la foule, le sultan regarde vers l'horizon, une main tenant fermement la bride de son cheval et l'autre faisant un geste qui semble attirer les regards des deux hommes de dos au premier plan. Le spectateur a l'impression de fermer le cercle autour du sultan, il est partie intégrante de la composition, occupant l'espace vide du premier plan laissé par Delacroix. À l'arrière plan se dressent les remparts de la ville, dont la porte en arc de cercle et de couleur sable fait écho aux costumes des personnages, traduisant ainsi l'atmosphère orientale de cette scène.

## Analyse artistique et enjeux esthétiques

### Réalisation
Le sultan du Maroc a été peint en 1845, c'est-à-dire une dizaine d'années après son voyage au Maroc. Il y trouva une source d'inspiration majeure pour la seconde partie de sa carrière. Comme il le mentionne dans ses écrits, c'est d'abord « la précieuse et rare influence du soleil qui donne à toute chose une vie pénétrante », puis « le naturel qui est toujours déguisé dans nos contrées » et enfin « le sublime vivant et frappant qui court ici dans les rues et vous assassine de sa réalité. » Delacroix est tellement subjugué par tant de lumière et de beauté, qu'il dessine dans des carnets de voyages de nombreuses esquisses à la mine de plomb et à l'aquarelle qui sont un trésor d'impressions et de sensations du peintre. Pour l'œuvre achevée, il peint à l'huile d'après ses nombreux carnets dans lesquels se trouvent un croquis rapide de la scène et de précieuses annotations telles que « Arrivés sur la place en face de la grande porte... Cheval gris, crinière coupée en brosse. Parasol à manche de bois non peint… » Le sultan du Maroc est la toile la plus monumentale que Delacroix consacra à son séjour marocain : il trouva dans ce voyage l'alliance de l'art et du réel, du vrai et du beau idéal, dans une lumière qui allait désormais baigner toute sa peinture, lui donnant un cachet de naturel et de vérité qui pouvaient paraître lui manquer jusque-là.

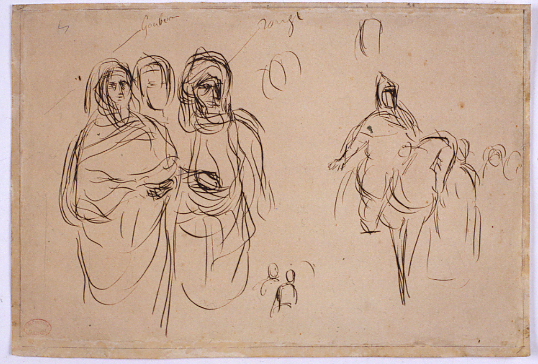
Delacroix, Étude pour le Sultan du Maroc (91 3 1), Musée Paul-Dupuy, Toulouse.

Il peint cette toile d'après sa mémoire et les impressions qu'il en garde. Sur une étude préparatoire à la plume sur papier pour le centre du tableau, conservée au musée Paul-Dupuy de Toulouse, on peut voir les étapes importantes dans la voie de l'autonomie de la peinture. Delacroix prélève dans la réalité, des matériaux qu'il passe au crible d'une refonte esthétique au cours de laquelle le primat de la couleur est affirmé. Il pose le sultan en position de force : malgré sa défaite réelle, le peintre nous livre une contre-image indestructible. L'objectif est de rapprocher de nouveau esthétique et politique dans la représentation fantasmée d'une culture étrangère.

### Un manifeste de la couleur
En tant que grand maître de la couleur, Delacroix peint avec des coloris éclatants et des tons chauds qui s'associent au décor pour symboliser l'Orient. Les couleurs vives, placées par touche çà et là, tantôt vives tantôt plus douces, telles que le bleu du ciel, le jaune et le vert des tuniques ou encore le rouge des turbans sont nuancées par une douce lumière provenant du coin supérieur gauche qui balaie le tableau dans sa diagonale. Ce savant jeu d'ombre et de lumière met en valeur les visages et les détails, tout en créant un effet de perspective notamment au niveau de la ville qui s'étend derrière les remparts. L'usage des ombres colorées vient de l'étude des maîtres vénitiens que Delacroix affectionne. Le peintre dévoile ici l'étendue et la richesse de sa palette. L'intensité des couleurs est saisissante. Le ciel presque indigo à force de profondeur domine et couronne la scène dont il complète la majesté. L'ensemble forme une unité chromatique qui charme le spectateur en l'introduisant dans la chaleur d'un Orient tant fantasmé au XIXe siècle.

### Parti pris esthétique
Les événements historiques modifient le sujet premier de la toile. En effet, face à l'échec de la mission diplomatique, Delacroix décide de supprimer les ambassadeurs français du tableau pour se consacrer au sultan et à sa cour. Il introduit des changements importants notamment dans l'attitude du sultan qui regarde vers la gauche en détournant la tête ainsi que dans la disposition des assistants puisqu'il fait disparaître les membres de la mission pour les remplacer par des serviteurs. Il supprime alors toute référence directe aux événements de 1832 et le sujet est dégagé de toute anecdote. La toile devient presque un simple portrait de monarque.

## Contexte historique et artistique de l'œuvre

### Une mission diplomatique
En 1832, le roi Louis-Philippe envoie l'ambassadeur de France, le comte Charles-Edgar de Mornay, en mission diplomatique au Maroc pour qu'il rencontre le sultan Abd-er-Rahman afin de négocier les arrangements nécessaires consécutifs aux débuts de la conquête de l'Algérie. Charles Mornay décide alors d'être accompagné par un artiste pour rendre le voyage plus agréable. C'est la  cérémonie grandiose du 22 mars 1832 au palais de Meknès qui est à l'origine de cette toile. Le livret du Salon de 1845, où le tableau fut exposé, comporte une longue notice rédigée par Delacroix lui-même à la demande du directeur des musées royaux, Cailleux, qui explicite la scène en identifiant les personnages: « Le tableau reproduit exactement le cérémonial d'une audience à laquelle l'auteur a assisté en mars 1832, lorsqu'il accompagnait la mission extraordinaire du roi dans le Maroc ».

### Un désir d'orient
Les années 1830 marquent un tournant dans l'art en Europe avec l'exploration de nouveaux pays et de nouvelles cultures jusqu'alors inconnus. « Nous allions chercher l'inconnu » dit-il dans ses Souvenirs d'un voyage dans le Maroc soulignant ainsi l'attraction des artistes pour de nouveaux horizons. Après ce voyage, la plupart de ses œuvres s'inspirent de ce monde oriental dans lequel Delacroix puise toute son inspiration tant il est charmé et fasciné par ce qu'il a pu y voir. Il offre au public un récit de voyage à la fois fidèle et rêvé, Baudelaire disant à propos de la toile : « Ce tableau est si harmonieux, malgré la splendeur des tons, qu'il est gris-gris comme la nature-gris comme l'atmosphère de l'été, quand le soleil étend comme un crépuscule de poussière tremblante sur chaque objet. […] la composition est excellente ; elle a quelque chose d'inattendu parce qu'elle est vraie et naturelle. » Baudelaire vante ici une atmosphère qui fascine les romantiques qui développent une passion pour l'Orient et ses beautés dans un courant artistique que l'on appelle l'orientalisme. Ce voyage au Maroc et en Algérie est comparable à la tradition du « Grand Tour » en Italie pendant lequel les artistes mettaient à profit leur enseignement en observant les trésors de l'Antiquité notamment en Italie. Ce séjour modifie sa manière de peindre : il est plus sensible à l'intensité des couleurs mais surtout à la diffusion de la lumière dans la toile. L'Orient est très apprécié par les peintres romantiques français qui retracent l'histoire de ces peuples à travers de grandes peintures d'histoire. Delacroix réalise un coup d'éclat en 1827 avec La Mort de Sardanapale au thème très oriental, mais c'est véritablement après son voyage qu'il devient plus « vrai » : ses œuvres ne s'inspirent plus de l'imaginaire littéraire de Byron et sont plus proches du réel.

## Accueil du public
Delacroix expose le sultan du Maroc au Salon de 1845. La critique se sépare en deux camps : ses détracteurs sont Delecluze dans les débats, Pellet dans le Moniteur universel, Bergounioux dans la presse de Paris, Delaunnay dans le journal des artistes et Martonne dans la Renaissance. Ils jugent sévèrement la toile : ils se disent choqués de la facture et reprochent au peintre une représentation trop figée de la réception ainsi qu'un paysage lourd et manquant de lumière. De l'autre côté, il est soutenu par d'éminents artistes comme Baudelaire, Paul Mantz ou encore Théophile Gautier qui vantent la beauté et l'harmonie du tableau.

## Expositions de l'œuvre
Après le Salon de 1845 où elle parut la première fois, la toile fut achetée par l'État qui se rangea du côté des admirateurs et qui décida de son envoi au musée des Augustins de Toulouse où elle est toujours exposée aujourd'hui.